# Alexander (Ennio)
Alexander (Alessandro) è una tragedia scritta da Quinto Ennio nel II secolo a.C.; dell'opera rimangono frammenti.

## Trama
Il dramma si ispirava, come indica Varrone, citandolo, quasi letteralmente all'Alessandro di Euripide.
Dai frammenti rimasti, in effetti, si nota una certa consonanzaː nel prologo, un monologo della profetessa Cassandra, sorella di Paride, era espresso l'antefatto, con il sogno di Ecuba che aveva portato all'abbandono di Paride. Nel corso della tragedia, da quel poco che si intuisce, l'eroe era riconosciuto e ricondotto a Troia, nonostante la profezia terrificante della caduta della città, espressa proprio da Cassandra:
tra le donne, guidata dagli enigmi,

e da Apollo che mi fa impazzire,

non contro il desiderio mio io sono.

Eppure mi ritiro dalle vergini

della mia stessa età, e il genitore,

il migliore degli uomini, ha vergogna

di quello che io faccio. Madre mia,

ti compatisco, mi addoloro; a Priamo

hai partoriti benedetti figli,

a parte me. È doloroso, ah!,

Che io debba essere un ostacolo

a quei fratelli, per i quali aiuto

io devo essere, che io debba stare

contro di te!

Ecuba, questo è doloroso,

pietoso, angoscianteǃ È qui, il marchio

si è avvolto dentro al sangue e dentro al fuocoǃ

È rimasto nascosto molti anniː

O cittadini! A spegnerlo aiutatemiǃ

Ecco che una flotta vien costruita,

veloce; porta una folla di morti;

un'orda assai selvaggia qui verrà

e coprirà le coste con le vele

delle navi che volano. Ah! Ecco!

Qualcuno ha giudicato un giudizio

ampiamente noto tra le tre dee;

e fuori da questo giudizio infame

verrà a noi una donna di Lacedemone,

una delle tre Furie. O, mio fratello,

Ettore, tu luce di Troia, come

mai sei reso pietoso per il corpo

tuo lacerato? E chi sono coloro

che ti hanno così trascinato avanti

ai nostri occhi?»
(Vv. 57-79 J. - trad. A. D'Andria)